# PureVolume
PureVolume (formalmente Unborn Media) es un sitio web que fue creado en 2003 por Brett Woitunski, Hudson Nate y Pavao Mitchell, todos de la Universidad de Massachusetts Lowell. Posteriormente fue adquirido por Buzz Media en 2010.

## Características
Este sitio web permite la carga y reproducción de archivos de música, así como las redes sociales.
La atención se centra en la promoción de grupos musicales y artistas "Indie", es decir, aquellos que no están en la corriente principal.
Las sellos discográficos usan PureVolume para promocionar a sus artistas e incluso para buscar otros nuevos para firmar. La fama de grupos como Paramore, Boys Like Girls, Fall Out Boy, Hawthorne Heights, My American Heart, Daphne Loves Derby, Taking Back Sunday, My Chemical Romance, Forever the Sickest Kids, Panic! at the Disco, Brand New, Gangzta Paradize, The Scene Aesthetic, y Picture Me Broken se debe a la promoción a través de PureVolume.